# Cytheromorpha grandwashensis
Cytheromorpha grandwashensis är en kräftdjursart som beskrevs av Brouwers 1990. Cytheromorpha grandwashensis ingår i släktet Cytheromorpha och familjen Loxoconchidae. Inga underarter finns listade i Catalogue of Life.